# Rivière-Saas-et-Gourby
Pour les articles homonymes, voir Rivière (homonymie) et Saas.
Rivière-Saas-et-Gourby est une commune du Sud-Ouest de la France, située dans le département des Landes (région Nouvelle-Aquitaine).

## Géographie

### Localisation
Commune de l'aire d'attraction de Dax située à 15 km de la ville thermale de Dax, en direction du Pays basque, dans la forêt des landes de Gascogne.

### Communes limitrophes
Les communes limitrophes sont  Angoumé, Magescq, Mées, Orist, Saint-Geours-de-Maremne, Saint-Paul-lès-Dax, Saubusse, Siest et Tercis-les-Bains.
|                         | Magescq                | Saint-Paul-lès-Dax, Mées, (par un quinquepoint) |
| Saint-Geours-de-Maremne | Rivière-Saas-et-Gourby | Angoumé                                         |
| Saubusse                | Orist                  | Tercis-les-Bains, Siest                         |

### Hydrographie
Situé dans le bassin versant de l'Adour, le territoire de la commune est traversé par, outre le fleuve lui-même, des affluents de celui-ci, la rivière le Luy et les ruisseaux l'Esté et de la Saussède, ainsi que par les tributaires de celui-ci, la Barthe Ouverte et le ruisseau de Laiguillon.

### Climat
Pour des articles plus généraux, voir Climat de la Nouvelle-Aquitaine et Climat des Landes.
Historiquement, la commune est exposée à un climat océanique aquitain.  
En 2020, Météo-France publie une typologie des climats de la France métropolitaine dans laquelle la commune est exposée à un climat océanique et est dans la région climatique  Littoral charentais et aquitain, caractérisée par une pluviométrie élevée en automne et en hiver, un bon ensoleillement, des hiver doux (6,5 °C), soumis à la brise de mer.
Pour la période 1971-2000, la température annuelle moyenne est de 13,6 °C, avec une amplitude thermique annuelle de 13,8 °C. Le cumul annuel moyen de précipitations est de 1 296 mm, avec 13 jours de précipitations en janvier et 7,9 jours en juillet. Pour la période 1991-2020, la température moyenne annuelle observée sur la station météorologique la plus proche, située sur la commune de Dax à 8 km à vol d'oiseau, est de 14,5 °C et le cumul annuel moyen de précipitations est de 1 155,2 mm,. Pour l'avenir, les paramètres climatiques de la commune estimés pour 2050 selon différents scénarios d’émission de gaz à effet de serre sont consultables sur un site dédié publié par Météo-France en novembre 2022.

## Urbanisme

### Typologie
Au 1er janvier 2024, Rivière-Saas-et-Gourby est catégorisée commune rurale à habitat dispersé, selon la nouvelle grille communale de densité à sept niveaux définie par l'Insee en 2022.
Elle est située hors unité urbaine. Par ailleurs la commune fait partie de l'aire d'attraction de Dax, dont elle est une commune de la couronne,. Cette aire, qui regroupe 60 communes, est catégorisée dans les aires de 50 000 à moins de 200 000 habitants,.

### Occupation des sols

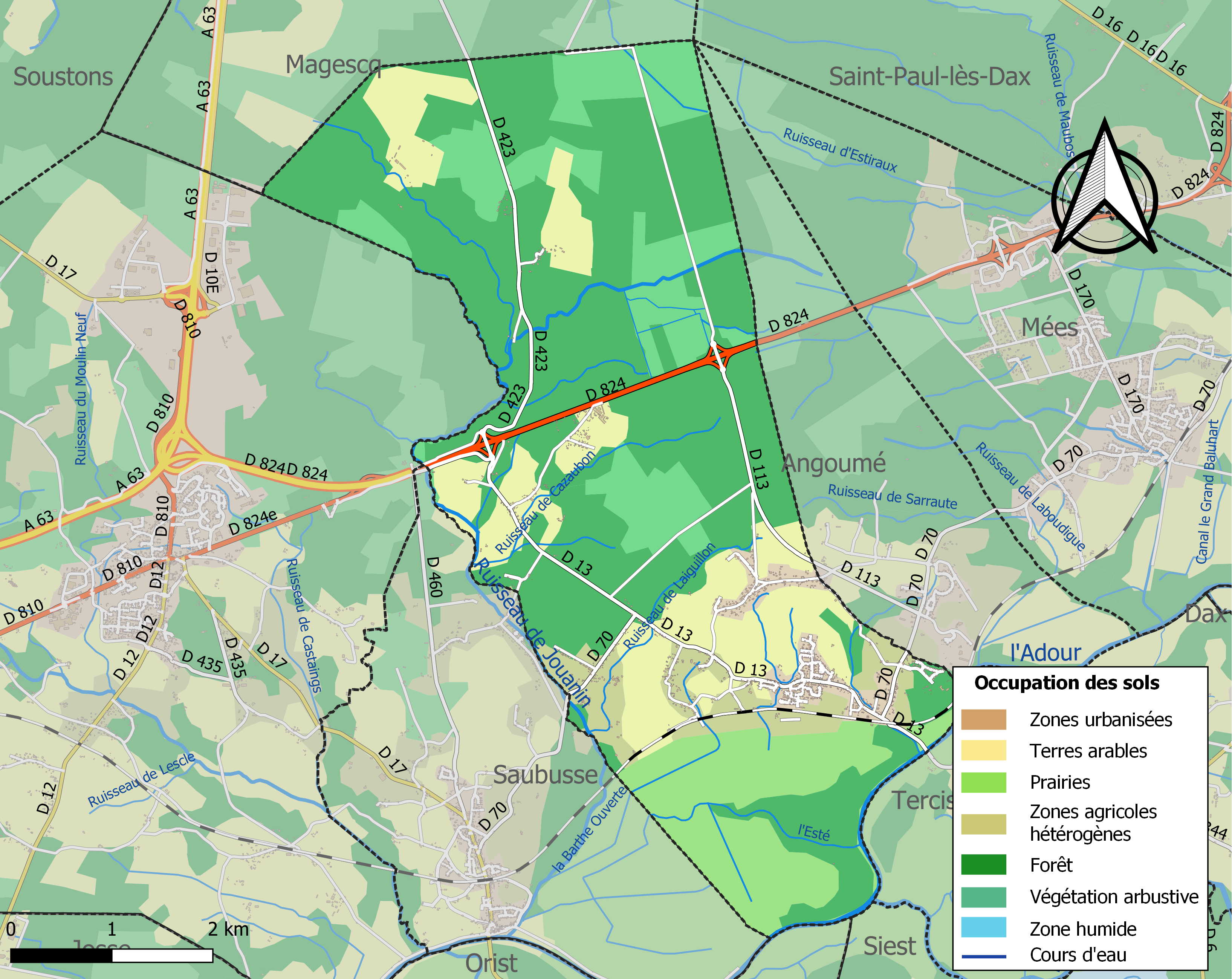
Carte des infrastructures et de l'occupation des sols de la commune en 2018 (CLC).

L'occupation des sols de la commune, telle qu'elle ressort de la base de données européenne d’occupation biophysique des sols Corine Land Cover (CLC), est marquée par l'importance des forêts et milieux semi-naturels (64,6 % en 2018), en diminution par rapport à 1990 (66 %). La répartition détaillée en 2018 est la suivante : forêts (51,5 %), terres arables (16 %), milieux à végétation arbustive et/ou herbacée (13,1 %), prairies (10,7 %), zones agricoles hétérogènes (5,8 %), zones urbanisées (2,9 %). L'évolution de l’occupation des sols de la commune et de ses infrastructures peut être observée sur les différentes représentations cartographiques du territoire : la carte de Cassini (XVIIIe siècle), la carte d'état-major (1820-1866) et les cartes ou photos aériennes de l'IGN pour la période actuelle (1950 à aujourd'hui).

### Risques majeurs
Le territoire de la commune de Rivière-Saas-et-Gourby est vulnérable à différents aléas naturels : météorologiques (tempête, orage, neige, grand froid, canicule ou sécheresse), inondations, feux de forêts, mouvements de terrains et séisme (sismicité faible). Il est également exposé à un risque technologique,  le transport de matières dangereuses. Un site publié par le BRGM permet d'évaluer simplement et rapidement les risques d'un bien localisé soit par son adresse soit par le numéro de sa parcelle.

#### Risques naturels
La commune fait partie du territoire à risques importants d'inondation (TRI) de Dax, regroupant 13 communes concernées par un risque de débordement de l'Adour et du Luy, un des 18 TRI qui ont été arrêtés fin 2012 sur le bassin Adour-Garonne. Les événements significatifs antérieurs à 2014 sont les crues de l'Adour de 1770, 1879, 1952, 1981 et 2014. La crue du 6 avril 1770 est la plus forte crue enregistrée. La crue de février 1952 constitue quant à elle la crue de référence sur de nombreux secteurs du bassin de l’Adour. Des cartes des surfaces inondables ont été établies pour trois scénarios : fréquent (crue de temps de retour de 10 ans à 30 ans), moyen (temps de retour de 100 ans à 300 ans) et extrême (temps de retour de l'ordre de 1 000 ans, qui met en défaut tout système de protection). La commune a été reconnue en état de catastrophe naturelle au titre des dommages causés par les inondations et coulées de boue survenues en 1985, 1988, 1999, 2009, 2014, 2018 et 2020,.
Rivière-Saas-et-Gourby est exposée au risque de feu de forêt. Depuis le 20 avril 2016, les départements de la Gironde, des Landes et de Lot-et-Garonne disposent d’un règlement interdépartemental de protection de la forêt contre les incendies. Ce règlement vise à mieux prévenir les incendies de forêt, à faciliter les interventions des services et à limiter les conséquences, que ce soit par le débroussaillement, la limitation de l’apport du feu ou la réglementation des activités en forêt. Il définit en particulier cinq niveaux de vigilance croissants auxquels sont associés différentes mesures,.
Les mouvements de terrains susceptibles de se produire sur la commune sont des affaissements et effondrements liés aux cavités souterraines (hors mines) et des tassements différentiels. Par ailleurs, afin de mieux appréhender le risque d’affaissement de terrain, un inventaire national permet de localiser les éventuelles cavités souterraines sur la commune.

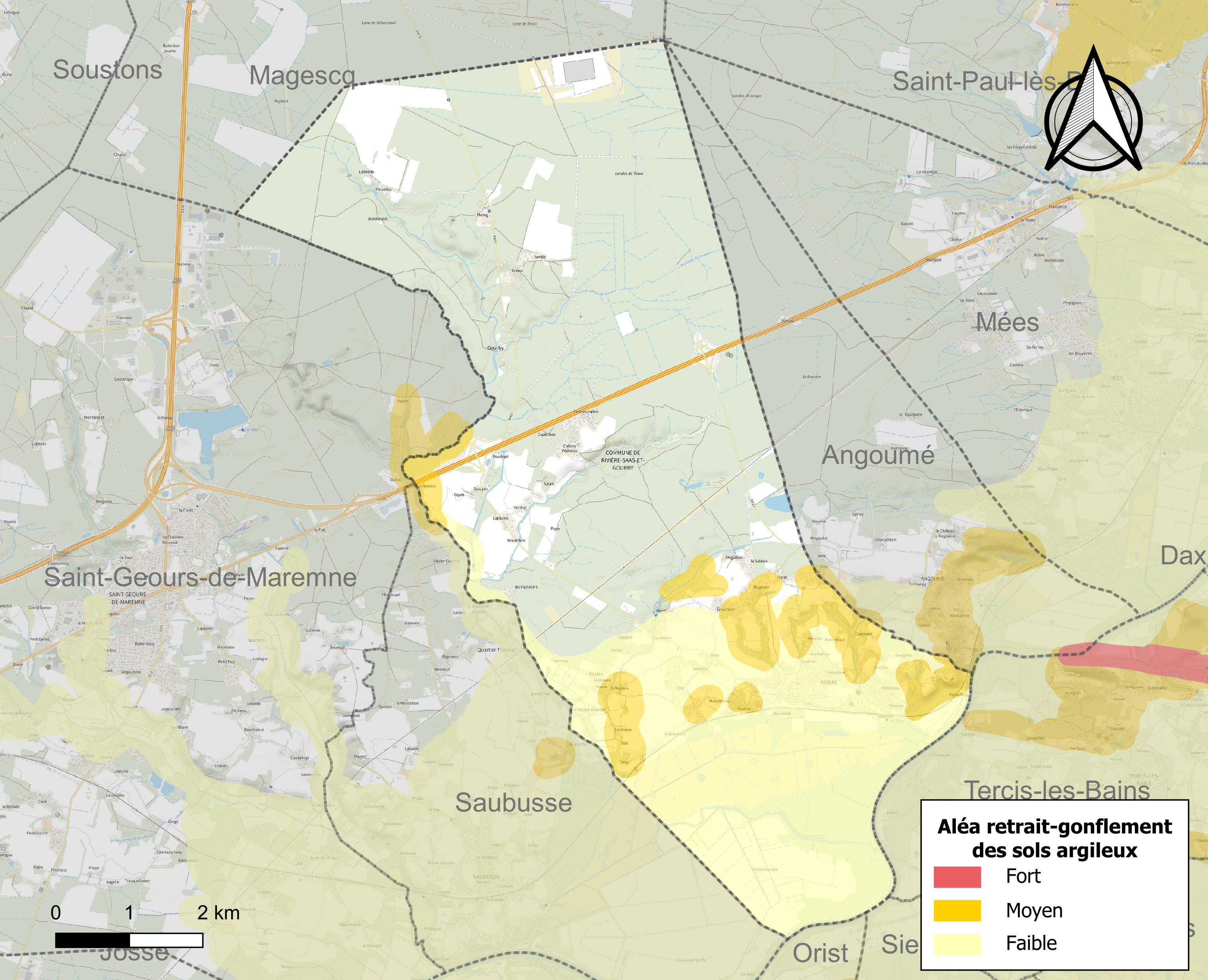
Carte des zones d'aléa retrait-gonflement des sols argileux de Rivière-Saas-et-Gourby.

Le retrait-gonflement des sols argileux est susceptible d'engendrer des dommages importants aux bâtiments en cas d’alternance de périodes de sécheresse et de pluie. 8,3 % de la superficie communale est en aléa moyen ou fort (19,2 % au niveau départemental et 48,5 % au niveau national). Sur les 497 bâtiments dénombrés sur la commune en 2019,  121 sont en aléa moyen ou fort, soit 24 %, à comparer aux 17 % au niveau départemental et 54 % au niveau national. Une cartographie de l'exposition du territoire national au retrait gonflement des sols argileux est disponible sur le site du BRGM,.
Concernant les mouvements de terrains, la commune a été reconnue en état de catastrophe naturelle au titre des dommages causés par des mouvements de terrain en 1999.

#### Risques technologiques
Le risque de transport de matières dangereuses sur la commune est lié à sa traversée par une ou des infrastructures routières ou ferroviaires importantes ou la présence d'une canalisation de transport d'hydrocarbures. Un accident se produisant sur de telles infrastructures est susceptible d’avoir des effets graves sur les biens, les personnes ou l'environnement, selon la nature du matériau transporté. Des dispositions d’urbanisme peuvent être préconisées en conséquence.

## Toponymie
Le nom de la commune provient de la fusion des noms du village de Rivière (au sud) et des deux hameaux de Saas (centre) et Gourby (nord) qui la constituent. L'origine du toponyme des deux hameaux est inconnue tandis que le toponyme de Rivière fait référence à l'Adour qui passe au sud du village.

## Histoire

### Préhistoire

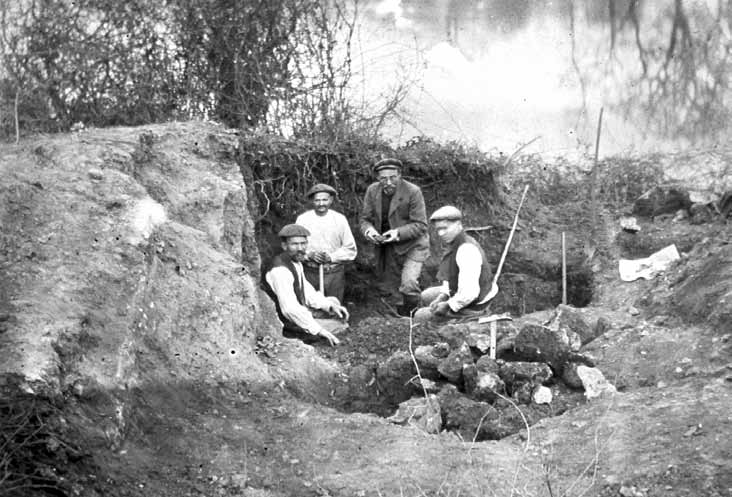
L'archéologue Pierre-Eudoxe Dubalen lors des fouilles à Rivière, au bord de l'Adour, en 1911.

Le site préhistorique de Rivière est découvert par Pierre-Eudoxe Dubalen en 1910 entre le chemin de halage et l'Adour, dans des masses brécheuses et dans des poches contournées dont la stratigraphie est difficile à interpréter. Dubalen commence les fouilles en mars 1911. Le site lui livre du mobilier datant de l'Aurignacien, du Solutréen et du Magdalénien.
Henri Breuil visite le site en mars 1911 : Dubalen souhaite son avis sur des os gravés trouvés sur le site. Breuil conclut à des faux, de même qu'Obermaier qui l'accompagne ; André de Paniagua et Marcel Baudouin ne rejettent pas la possibilité que ces gravures soient authentiques, sans se prononcer dans un sens ou un autre sur ces pièces en particulier. Dubalen pose des arguments convaincants pour soutenir sa position.

## Politique et administration
| Période                                  | Période  | Identité          | Étiquette | Qualité    |
| ---------------------------------------- | -------- | ----------------- | --------- | ---------- |
| mars 2001                                | 2008     | Francis Castagnet |           |            |
| mars 2008                                | 2014     | Brigitte Prat     |           | Infirmière |
| mars 2014                                | En cours | Hervé Darrigade   | DVD       | Agent ERDF |
| Les données manquantes sont à compléter. |          |                   |           |            |

## Démographie
| 1793 | 1800 | 1806 | 1821 | 1831 | 1836 | 1841 | 1846 | 1851 |
| ---- | ---- | ---- | ---- | ---- | ---- | ---- | ---- | ---- |
| 390  | 470  | 455  | 516  | 755  | 789  | 849  | 949  | 960  |

| 1856  | 1861 | 1866  | 1872  | 1876  | 1881  | 1886 | 1891  | 1896 |
| ----- | ---- | ----- | ----- | ----- | ----- | ---- | ----- | ---- |
| 1 026 | 983  | 1 018 | 1 031 | 1 054 | 1 017 | 972  | 1 024 | 994  |

| 1901 | 1906 | 1911 | 1921 | 1926 | 1931 | 1936 | 1946 | 1954 |
| ---- | ---- | ---- | ---- | ---- | ---- | ---- | ---- | ---- |
| 932  | 933  | 866  | 749  | 777  | 747  | 722  | 690  | 681  |

| 1962 | 1968 | 1975 | 1982 | 1990 | 1999 | 2006  | 2007  | 2012  |
| ---- | ---- | ---- | ---- | ---- | ---- | ----- | ----- | ----- |
| 693  | 698  | 699  | 675  | 809  | 939  | 1 107 | 1 131 | 1 199 |

| 2017  | 2022  | - | - | - | - | - | - | - |
| ----- | ----- | - | - | - | - | - | - | - |
| 1 217 | 1 425 | - | - | - | - | - | - | - |

## Culture
À Rivière-Saas-et-Gourby, il y a une bibliothèque municipale, alimentée en livres par la médiathèque départementale des Landes, située à Mont-de-Marsan.

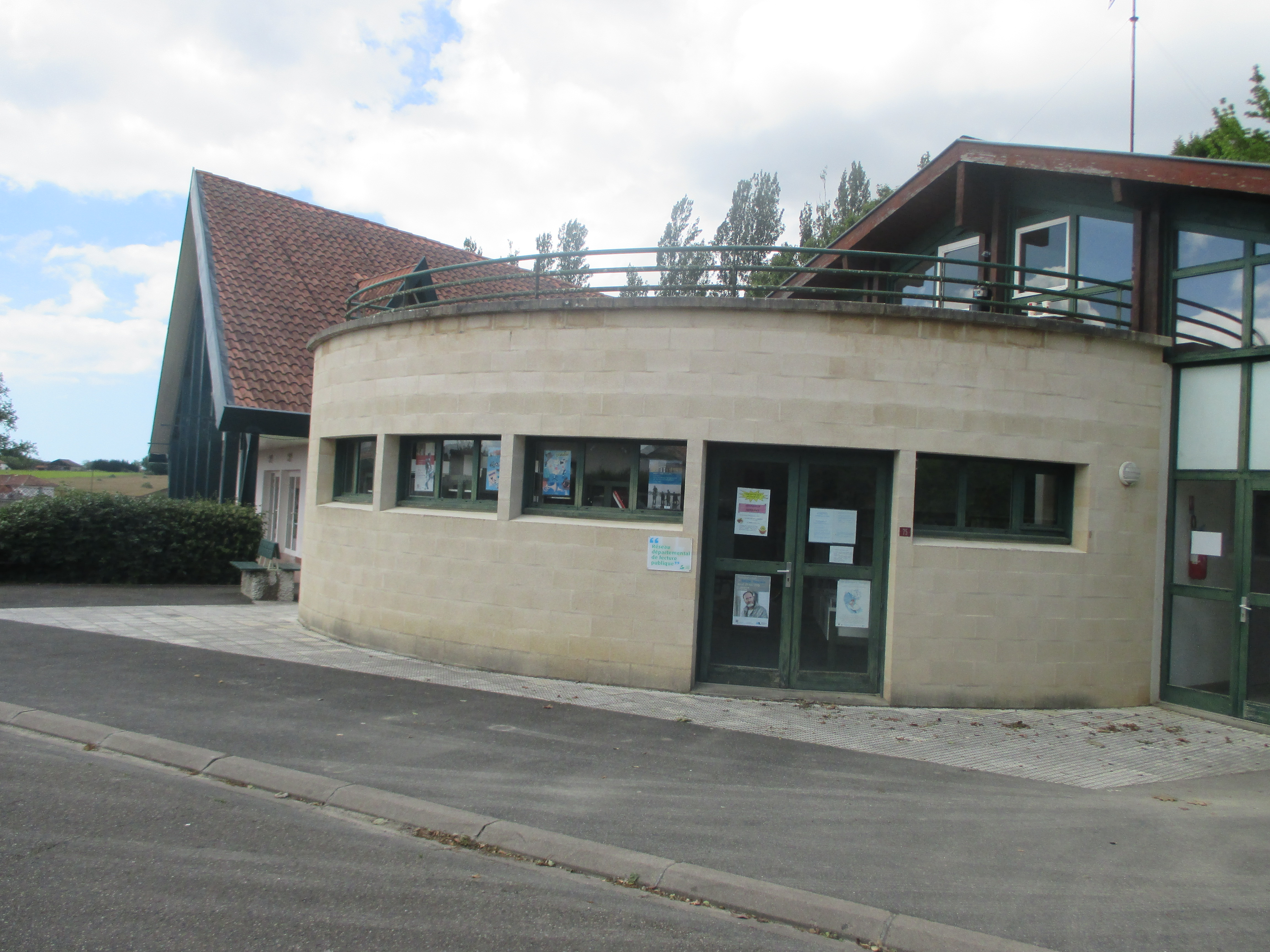
La bibliothèque municipale de Rivière-Saas-et-Gourby.

## Lieux et monuments
- L'église Saint-Blaise de Gourby a été édifiée au XIIIe siècle. Elle se trouve au cœur d'un site naturel inscrit de 31,63 ha par arrêté du 18 mai 1984[35].
- Le monument aux morts.
- Église Saint-Jean-Baptiste de Rivière.

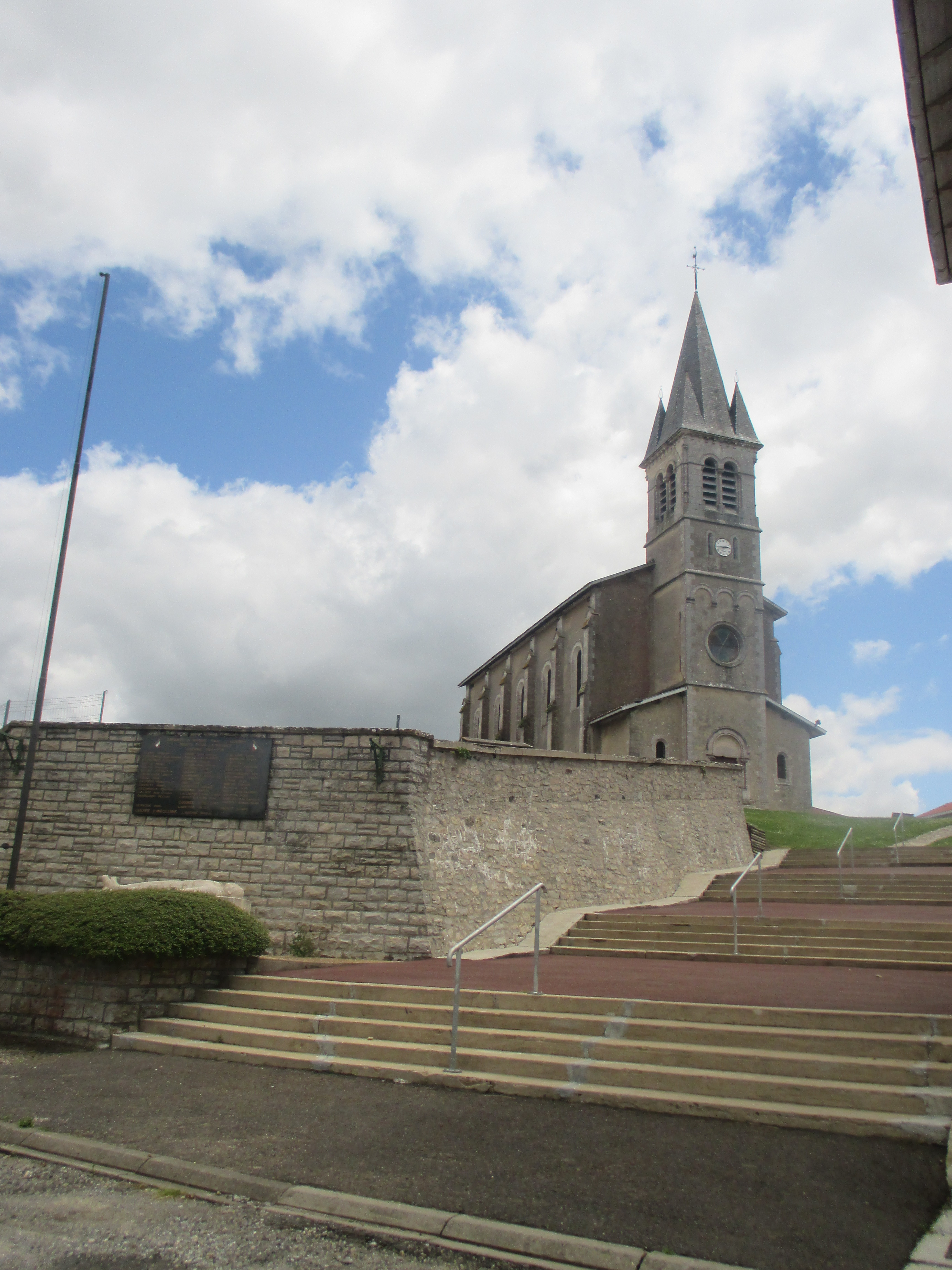
Le monument aux morts à gauche au premier plan, et l'église Saint-Jean-Baptiste à l'arrière-plan.

- La fontaine de dévotion est réputée dans la région pour être « miraculeuse ». Il est dit que son eau aurait empêché un enfant de s'étouffer avec une arête de poisson. Depuis, cette eau est réputée pour ses bienfaits pour la gorge et toutes les maladies s'y rapportant.

## Personnalités liées à la commune
- Paul Durrieu, historien né en 1855, est mort dans son château situé sur la commune en 1925[36].